# Cladiella pachyclados
Cladiella pachyclados is een zachte koraalsoort uit de familie Alcyoniidae. De koraalsoort komt uit het geslacht Cladiella. Cladiella pachyclados werd in 1877 voor het eerst wetenschappelijk beschreven door Klunzinger. 